# Correção K
Correção K é uma correção para a magnitude de um corpo celeste (ou, de forma equivalente, seu fluxo), que permite que uma medição da quantidade de luz emitida pelo objeto em um desvio para o vermelho z seja convertida em uma medida equivalente no referencial inercial do objeto.
Se fosse possível medir toda a luz emitida pelo objeto em todos os comprimentos de onda (um fluxo bolométrico), a correção K não seria necessária. Se se mede a luz emitida em uma raia espectral, a correção K não é necessária. A necessidade da correção K surge porque uma medição astronômica através de um único filtro, ou uma única banda, vê apenas uma fração do espectro total, desviado para o vermelho no referencial do observador. Logo, se o observador quiser comparar as medições através de um filtro vermelho de objetos com diferentes desvios para o vermelho, ele terá que aplicar estimativas de correções K a essas medições para poder fazer comparações.
Atribui-se a origem do termo “correção K” a Edwin Hubble, que supostamente escolheu K arbitrariamente para representar o fator de redução da magnitude devido a este efeito. Entretanto, Kinney et al, na nota de rodapé 7 da página 48 do seu artigo, indicam uma origem anterior por Carl Wilhelm Wirtz (1918), que se referiu à correção como uma Konstante (“constante” em alemão), donde correção K.
A correção K pode ser definida como se segue:
{\displaystyle M=m-5(\log _{10}{D_{L}}-1)-K_{Corr}\!\,} ,
isto é, o ajuste à relação padrão entre as magnitudes absoluta e aparente, para corrigir o efeito do desvio para o vermelho. Aqui, DL é a distância de luminosidade medida em parsecs.
A natureza exata do cálculo que deve ser aplicado de modo a fazer a correção K depende do tipo de filtro usado para fazer a observação e da forma do espectro do objeto. Se medições fotométricas multicoloridas estiverem disponíveis para o objeto, definindo sua distribuição espectral de energia (DEE), as correções K poderão ser calculadas ajustando-a a modelos DEE teóricos ou empíricos. Comprovou-se que correções K em muitos filtros de banda larga, frequentemente usados para galáxias com baixo desvio para o vermelho, podem ser aproximadas com precisão usando-se polinômios bidimensionais como funções de um desvio para o vermelho e uma cor observada. Esta abordagem está implementada no serviço de cálculo de correções K na internet.